# Marcha del Orgullo LGBT de Córdoba
La Marcha del Orgullo LGBT de Córdoba es una manifestación que se celebra de forma anual en la ciudad de Córdoba, Argentina, con el objetivo de visibilizar y celebrar la diversidad sexual y de género. El evento se realiza durante el mes de noviembre desde 2009 y reúne cada año a miles de asistentes, con la marcha de 2022 convocando alrededor de 25 000 personas.
A diferencia de otros países, donde las marchas del orgullo suelen celebrarse en junio para conmemorar el Día Internacional del Orgullo LGBT, la marcha del Orgullo de Córdoba se realiza en noviembre, siguiendo el ejemplo de la Marcha de Buenos Aires, cuyos organizadores eligieron el mes de noviembre en la década de 1990 para evitar que las personas portadoras de VIH padecieran el frío de junio.
La marcha inicia en la intersección de la avenida General Paz y la calle La Tablada y recorre la avenida General Paz hasta llegar al centro comercial Patio Olmos, luego toma la avenida Hipólito Yrigoyen hasta desembocar en el Paseo del Buen Pastor, donde se ubica un escenario en el que se desarrollan espectáculos artísticos.

## Historia
Las primeras conversaciones para realizar una marcha del orgullo en Córdoba iniciaron en 2008 y fueron impulsadas por activistas como Martín Apaz. La primera edición se realizó el 14 de noviembre de 2009 y se desarrolló desde el Parque Las Heras hasta la plaza de la Intendencia, con una participación de alrededor de 1500 personas. La principal demanda de esta edición fue la legalizacón del matrimonio entre personas del mismo sexo, la aprobación de una ley de identidad de género y la derogación del Código de faltas provincial.
Al año siguiente tuvo lugar una marcha el 23 de junio que contó con una asistencia masiva que se realizó para protestar y pedir justicia por la muerte de Pepa Gaitán, una joven lesbiana asesinada en marzo de 2010 por el padrastro de su novia.
La edición de 2020 de la marcha fue cancelada debido al Aislamiento Social Preventivo y Obligatorio decretado por el presidente Alberto Fernández durante la pandemia de COVID-19 en Argentina que impuso una cuarentena que duró desde el 19 de marzo de 2020 hasta el  31 de diciembre de 2022, pero el evento fue retomado en 2021, y se realizó por la avenida Vélez Sarsfield e Hipólito Yrigoyen donde se reivindicó la solicitud de una ley de protección de las características sexuales, la producción de preservativos para “personas con vulva”, se pidió la sanción de una la ley de alquiler de vientres y una reforma de la educación sexual integral (ESI) para que tenga perspectiva de diversidad sexual y queer y se cerró con un festival con más de 50 artistas en escena.